# イラン航空655便撃墜事件
イラン航空655便撃墜事件（イランこうくう655びんげきついじけん）は、1988年7月3日にホルムズ海峡上で発生した旅客機撃墜事件。ホルムズ海峡に派遣されていたアメリカ海軍のタイコンデロガ級ミサイル巡洋艦「ヴィンセンス」が、バンダレ・アッバース発ドバイ行きのイラン航空655便（エアバスA300B2、機体記号EP-IBU、1982年製造）を、イラン空軍のF-14戦闘機と誤認して自艦のSM-2MR艦対空ミサイルで撃墜し、655便に搭乗していた290人（子供66人を含む）の乗員乗客全員が死亡した。ヴィンセンスは当時攻撃してきたイラン小型砲艦を追ってイラン領海を侵犯しており、撃墜時はイラン領海内4キロメートルにいた。事件後、アメリカ側は遺族に賠償金を支払った。
犠牲者数は航空事故史上8番目に多く、ペルシア湾におけるものとしては最多である。イラン航空では犠牲者の祈念として、テヘラン・ドバイ間に655便の名を使い続けている。

## 概要

### 背景

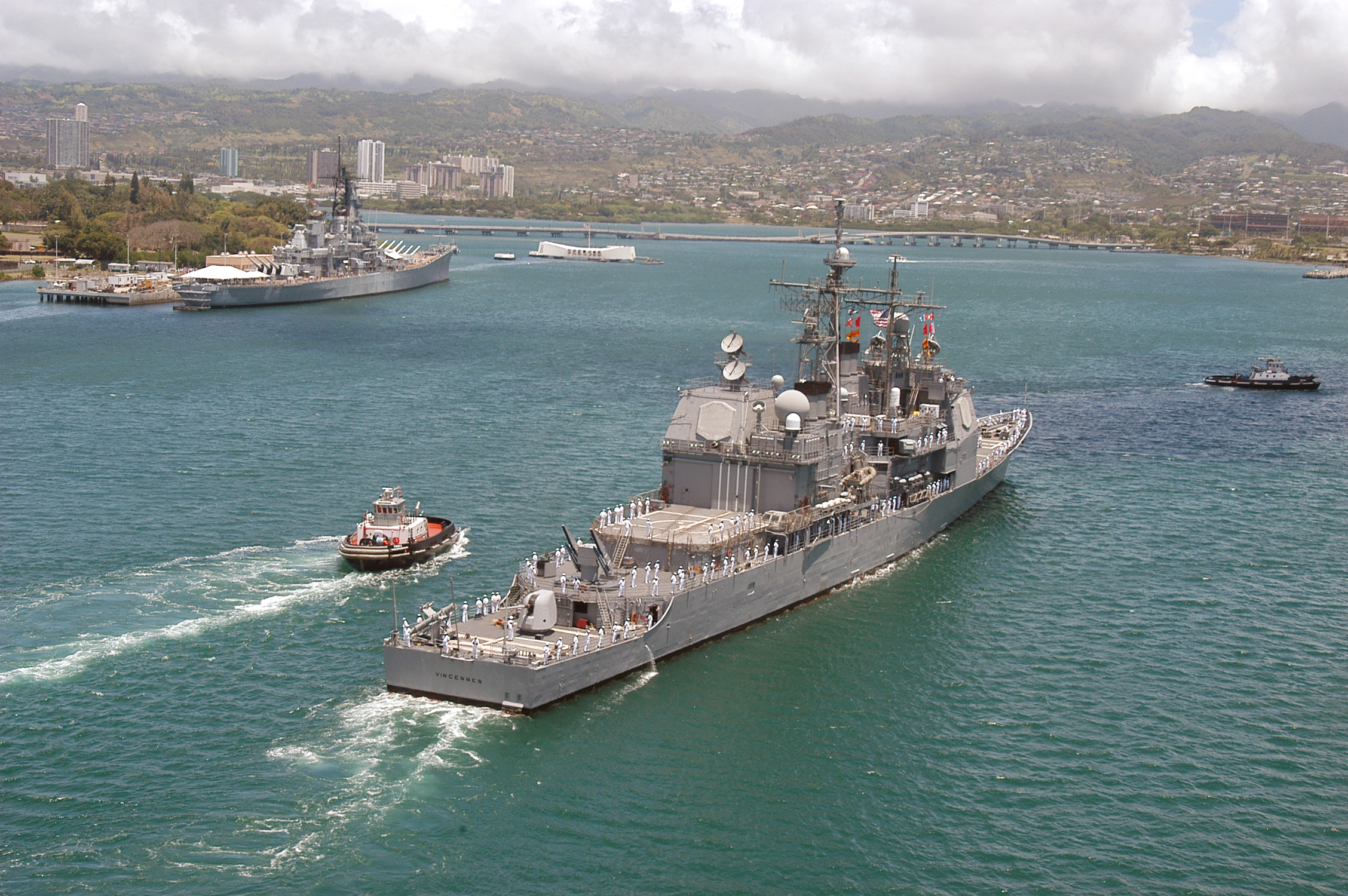
事件を引き起こしたミサイル巡洋艦ヴィンセンス。

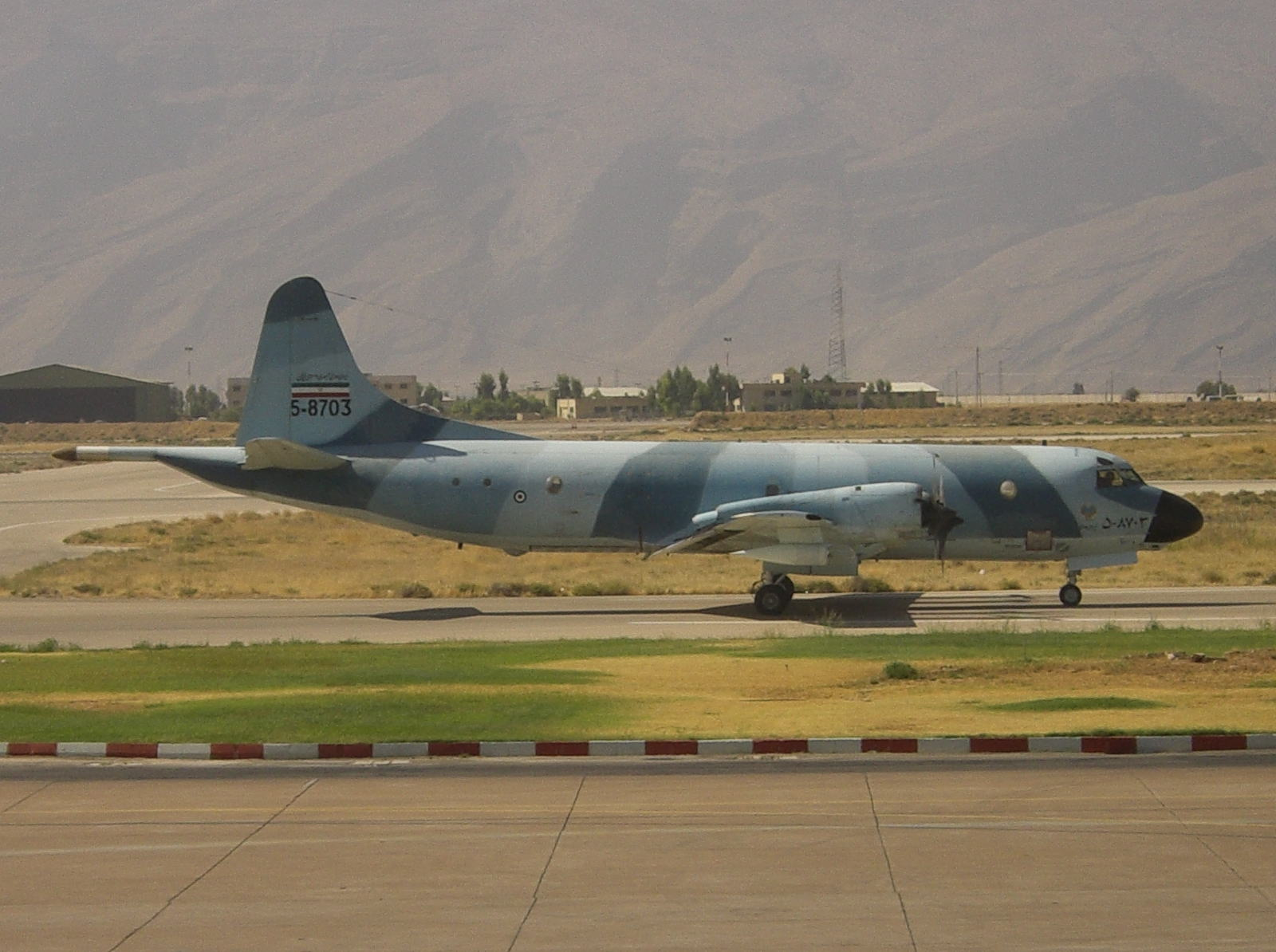
イラン空軍のP-3F

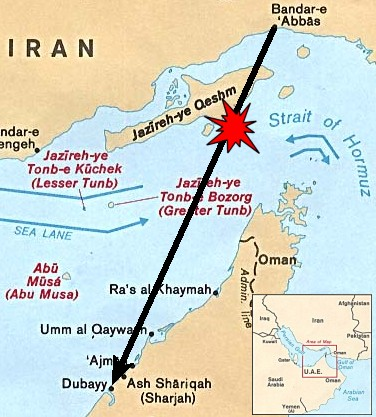
ホルムズ海峡。655便の進路と、おおよその撃墜位置。

当時続いていたイラン・イラク戦争ではホルムズ海峡を航行する交戦国以外の民間タンカーも攻撃の対象となったため、アメリカ海軍はその警護も兼ねてホルムズ海峡近郊で海軍の軍事演習を実施していた。それに対して、隣接する海域に位置するイランは監視行動をとり、イラン空軍のF-14が連日発進した。
その上、事件に先立つ1987年にはアメリカ海軍のペリー級ミサイルフリゲート「スターク」がイラク空軍のミラージュF1にエグゾセ空対艦ミサイルを誤射されて乗員37名が死亡する事件も起きており、両国の間には緊張状態が続いていた。

### 経緯
事件当時「ヴィンセンス」は、中東機動部隊司令官であるレス少将（バーレーンに停泊中のクリーブランド級ドック型輸送揚陸艦「コロナド」に座乗）の命令により、ペリー級ミサイルフリゲート「サイズ」およびノックス級フリゲート「エルマー・モンゴメリー」を戦術統制し、水上戦闘群の指揮艦として行動していた。当日早朝から、北東50マイルを航行するパキスタン商船がイラン海軍の戦闘艇13隻の追尾・威嚇を受けていたことから、救援のために「エルマー・モンゴメリー」を派遣した。
以後、時系列順に列挙する。
6時33分
「ヴィンセンス」艦長のウィリアム・C・ロジャース3世大佐が、「エルマー・モンゴメリー」は支援が必要と報告を受ける。
7時11分
ロジャース艦長は司令部に「エルマー・モンゴメリー」の支援を要求し、リチャード・マッケナ大佐は「ヴィンセンス」に搭載されたSH-60B LAMPSヘリコプターの派遣を許可。
8時40分
マッケナ大佐は「ヴィンセンス」自身も「エルマー・モンゴメリー」の元に向かったことを知り、直ちに引き返すよう命令。
9時15分
「ヴィンセンス」から派遣されたSH-60Bがイラン軍戦闘艇から射撃を受けたため、「ヴィンセンス」は現場に急行し、「サイズ」も近隣に移動する。
9時41分
中東機動部隊司令官の許可を得て、「エルマー・モンゴメリー」および「ヴィンセンス」は艦砲によりイラン軍戦闘艇との交戦を開始した。イラン軍戦闘艇は反撃しつつ、北方のイラン領海に向けて後退した。
9時47分
イラン航空655便はバンダレ・アッバース国際空港をドバイへ向けて離陸した（定刻より30分遅れ）。
バンダレ・アッバースは軍民共用空港であり、アメリカ軍はこの空港にイラン空軍のF-14が配備されていることを事前に察知していた。「ヴィンセンス」のレーダーはバンダレ・アッバース空港から655便が離陸した直後から機影を捉えていた。655便は民間旅客機の信号（ATCトランスポンダの反応電波）を出していたが、偶然にも「ヴィンセンス」は655便が離陸した前後にバンダレ・アッバース空港で待機していたF-14の信号を受信してしまう。このことが後に問題となる。655便は管制官からの指示通りにATCトランスポンダのモード3にセットして飛行していた。「ヴィンセンス」はトランスポンダからの信号（スコークコード）で民間機の可能性もあることを認識していたが、655便の離陸直後に受信したイラン空軍機のIFF（敵味方識別）コードも655便のIFFコードとしてそのまま追跡を続けており、接近してくる655便が軍用機である可能性も否定できないと判断した。
9時50分
「ヴィンセンス」の51番砲（艦首側）が装弾不良。以後、艦尾側の52番砲の射界を確保するため全力航走しつつ急激な転舵を繰り返した。これにより、戦闘指揮所内は物品や資料が散乱し、大混乱に陥った。オペレーターは操作への習熟が不十分であり、コンソール・キーの誤操作回数は計23回におよんでいた。また交戦中に、「ヴィンセンス」はイラン領海に侵入しており、これを根拠としたイラン軍からの攻撃を受ける懸念があった。
9時51分
「ヴィンセンス」のロジャース艦長は中東機動部隊司令官に対して「イラン軍F-14戦闘機」（実際は655便）の接近を報告した。この時点で距離は28マイル (45 km)であり、20マイル (32 km)まで接近した場合は攻撃する旨を報告し、司令官もこれを了承した。
以後、「ヴィンセンス」は655便に軍事遭難信号 (MAD) と国際航空遭難信号 (IAD) により警告したが、民間機であるイラン航空機にはMAD受信機は装備されておらず、パイロットはIADをモニターしていなかったか、モニターしていたとしても警告の内容は針路、対地速度、飛行高度程度の情報のみで便名や航空会社名すら含まれない漠然とした警告であり、655便が自機に対するものであると受け止めていなかった可能性が考えられている。ただし、ブラックボックスは両方とも回収できなかったため詳細は2020年現在も不明である。
「ヴィンセンス」は高速で接近しつつある655便が民間機であるか、それとも警備艇を囮とした共同作戦に参加する軍用機であるか判断がつきかねる状況に陥った。「ヴィンセンス」の西方160海里付近にはイラン空軍の哨戒機P-3Fが洋上偵察任務を続けていたこともあり、「ヴィンセンス」の艦首脳部は「戦闘艇、F-14、P-3Fが連携した空海共同作戦である」との思い込みを元にした誤ったシナリオを信ずるに至った。「エルマー・モンゴメリー」および「サイズ」では目標を民間機と識別していたが、イージスシステム搭載の「ヴィンセンス」は両艦よりも良質の情報を得ているものと判断してしまった。
9時53分
「ヴィンセンス」からイラン航空に対する最後の警告が行われたが、応答はなかった。
同艦の戦闘指揮所 (CIC) 内が情報の錯綜に見舞われる中、655便は航空路上を速度を上げ、上昇を続けていた。しかし「ヴィンセンス」はこれを加速しながら降下し、攻撃体勢を整えていると誤って判断してしまった。
9時54分
「ヴィンセンス」は距離10マイル、高度13,500フィートの「目標」に対し、SM-2MRブロックII艦対空ミサイルを2発発射。このうち少なくとも1発が命中し、これを撃墜した。間もなく「ヴィンセンス」の乗員は撃墜した「目標」が民間機だと気付いたが手遅れだった。

### 犠牲者
イラン当局が国際司法裁判所へ提出した資料によると、655便に搭乗していたのは乗客274名、乗員16名である。搭乗者の国籍はイラン人254名（乗員全員を含む）、アラブ首長国連邦人13名、インド人10名、パキスタン人6名、ユーゴスラビア人6名、そしてイタリア人が1名であった。

### 事件後の反応
報道
「ヴィンセンス」は戦闘艇を追って4km以上イランの領海に侵入し、みずから航空路の真下に入ってしまった。自国民間機の撃墜に激怒したイラン当局は、アメリカを含む各国の報道陣（日本からは、TBSの筑紫哲也がレポートを行っている）を現場海域に案内し遺体まで撮影させ、またわずか1ヶ月後の8月11日には事件の様子を描いた45リヤル切手（画像）を発行するなど大きな反応を見せた。なお、撃墜前後の「ヴィンセンス」の艦内の模様はテレビカメラにより撮影されており、上層部が655便の機影を戦闘機だと判断する様子も収められていた。この映像はのちに公開されたが、通常の民間旅客機とレーダー反射面積が大幅に少ない戦闘機を取り違える可能性は低いという点が疑問視されている。
補償
1996年2月22日、アメリカは撃墜によるイラン人犠牲者248人に対する補償費6,180万ドルの支払いに同意し、事実上自国軍の非を認めた形となった。ただし3,000万ドル以上と見積もられる航空機自体の補償はされていない。
国際連合
国際連合安全保障理事会は、7月20日に決議616を全会一致で採択し、事件の犠牲者に哀悼を表し、事件の調査と再発防止措置を求めた。

## 映像化
- メーデー!:航空機事故の真実と真相 第3シーズン第6話「MISTAKEN IDENTITY」